# Prionogonus stibarophallus
Prionogonus stibarophallus är en mångfotingart som först beskrevs av Shelley 1981.  Prionogonus stibarophallus ingår i släktet Prionogonus och familjen Xystodesmidae. Inga underarter finns listade i Catalogue of Life.